# Robert E. Stake
Robert E. Stake (nacido en el Estado de Nebraska, 1927) es un psicólogo educativo estadounidense, especialista en evaluación institucional y evaluación cualitativa. Aplica su propia metodología del estudio de casos. Es el creador de la denominada evaluación comprensiva o evaluación receptiva. Actualmente es profesor emérito en la Universidad de Illinois en Urbana-Champaign y Director del Center for Instructional Research and Currículo Evaluation - CIRCE 

## Formación y especialización
Robert Stake se licenció en matemáticas en la Universidad de Nebraska en 1950 –en las especialidades de Ciencia Naval y Español-, en esa misma universidad cursó un máster en Psicología educativa. Se doctoró en Psicología en la Universidad de Princeton. Trabajó como psicometrista en el National Educational Testing Service desde el año 1955 al 1958, Posteriormente volvió a la Universidad de Nebraska como profesor asociado e investigador. 
En el año 1963 comenzó el desarrollo de su actividad académica e investigadora en la Universidad de Illinois en Urbana-Champaign. Junto con Thomas Hastings, Lee Cronbach, y Jack Easley promovieron la creación del 'Center for Instructional Research and Currículum Evaluation' (CIRCE). En el año 1975 fue nombrado director del centro.

## Investigación
Stake ha dedicado el grueso de sus investigaciones a la evaluación de programas institucionales, aportando a la evaluación educativa la denominada perspectiva de la evaluación comprensiva o receptiva (en inglés 'Responsive Evaluation'). Es considerado como uno de los máximos especialistas en el área de la evaluación cualitativa, concretamente en la metodología de los estudios de casos (en inglés 'Case Study Research Methods')

### Aportaciones de Robert E. Stake

#### Estudio de caso
Robert E. Stake ha conformado una propuesta específica para los procesos evaluativos del 'estudio de caso' (Case Study). El 'estudio de caso' alude al método analítico de investigación aplicable a organizaciones, comunidades, sociedades, grupos e individuos. 
El estudio de caso tiene sus orígenes en la investigación médica y psicológica, también ha sido usado en sociología, con distinta fortuna, por autores como Herbert Spencer Max Weber, Robert Merton e Immanuel Wallerstein
Las obras de Stake desarrollan la metodología del estudio de caso en la investigación cualitativa. Su conocido libro Investigación con estudio de casos, publicado en inglés en el año 1995 bajo el título The Art of Case Study Research, es una referencia en los estudios de doctorado y postgrado de universidades americanas y europeas.
Los principios teóricos de la investigación cualitativa del estudio de casos constituyen un conjunto de métodos de investigación de carácter naturalista, holístico, 
fenomenológico, etnográfico y biográfico
Stake ha publicado numeroso material en relación con los efectos que tiene la evaluación en la educación, especialmente en lo que se refiere a grupos sociales con características especiales, de justicia e igualdad, estudios de casos sobre formación de profesorado, y redes de profesorado.

#### Evaluación comprensiva
Robert E. Stake propone un modelo para la evaluación educativa que denomina 
'evaluación comprensiva' (Responsive evaluation). En su libro Evaluación comprensiva y evaluación basada en estándares, publicado en 2004 (Standards-Based and Responsive Evaluation) expone y desarrolla el modelo que, debe sostenerse tanto en estándares como en la evaluación comprensiva. La conjunción de visiones, que no son necesariamente complementarias, proporcionarían mayor sutileza y profundidad en el análisis de la evaluación de la calidad

### Centre for Instructional Research and Curriculum Evaluation -Estados Unidos-
Desde 1975 Robert E. Stake es director del CIRCE (fundado en 1963), centro de referencia internacional en evaluación educativa. El centro tienen numerosos programas de investigación y formación en relación con el currículum, la pedagogía y la evaluación. Han evaluado entre otros, los servicios de la Teacher Academy for Mathematics and Science de Chicago y de la National Collegiate Athletic Association. 

### Grupo de Sistemas Inteligentes y Cooperativos -España-
Robert E. Stake colabora con el grupo de investigación GSIC-EMIC, -Grupo de Sistemas Inteligentes y Cooperativos, Educación, Medios, Informática y Cultura- ubicado en la Universidad de Valladolid, compuesto por especialistas de áreas de Ingeniería en Telecomunicación, Informática y Educación que trabaja con las metodologías de evaluación del profesor Stake sobre escenarios de aprendizaje colaborativo.

### Centro Transdisciplinar de Investigación en Educación (CETIE-UVa) -España-
Robert E. Stake es colaborador honorífico del  Centro Transdisciplinar de Investigación en Educación (enlace roto disponible en Internet Archive; véase el historial, la primera versión y la última). de la  Universidad de Valladolid desde el año 2010. El mencionado centro fue inaugurado oficialmente el 30 de septiembre de 2010 por el profesor Stake.  Vídeo Inauguración

## Premios
- 1988 – Premio Lazerfled de la American Evaluation Association
- 1994 – Doctor honoris causa por la Universidad de Upsala
- 2007 – Reconocimiento a toda su carrera -President's Citation- de la American Educational Research Association -AERA-
- 2009 - Doctor honoris causa por la Universidad de Valladolid

## Comités Científicos
- Es miembro del Consejo Científico Internacional de la Revista Electrónica de Investigación y Evaluación Educativa -Relieve-

## Publicaciones
Libros en inglés
- 1979 - Stake, R. E.;Easley, J. A. , Case Studies in Science Education', University of Illinois, CIRCE
- 1986 - Stake, R. E., Quieting reform: Social science and social action in an urban youth program, Urbana, University of Illinois Press
- 1991 - Stake, R. E.; Bresler, L.; Mabry, L., Customs and cherishing: The arts in elementary schools, Urbana, IL: National Arts Education Research Center
- 1995 - Stake, R. E., The Art of Case Study Research, Thousand Oaks, Sage Publications Ed. 2000 vista previa en Google books
- 1995 - Stake, R. E. & Kerr, D., Rene Magritte, constructivism, and the researcher as interpreter, en 'Educational Theory', Winter, volume 45, number 1, pages 55-61
- 2004 - Stake, R.E., Standards-Based and Responsive Evaluation, Thousand Oaks, CA, Sage Publications
- 2006 - Stake, R.E., Multiple Case Study Analysis, New York, Guilford Press
- 2010 - Stake, R.E., Qualitative Research: Studying How Things Work. New York: The Guilford Press.

Libros en español
- 1982 - Stake, R.E., La evaluación de programas; en especial la evaluación de réplica, en ‘’Nuevas reflexiones sobre la investigación educativa (Dockrell, W.B., coord), ISBN 84-277-0574-3, págs. 91-108
- 1988 - Stake, R.E. Investigación con estudio de casos, Roc Filella (trad.) 3ª ed. , Ediciones Morata, 1998, ISBN 978-84-7112-422-7 Vista previa en Google books
- 2006 - Stake, R.E., Evaluación comprensiva y evaluación basada en estándares, Albino Santos Mosquera (trad.), Graó, ISBN 978-84-7827-418-5 Vista previa en Google books

Artículos en español
- 2008 – Stake, R.E., La ventaja de los criterios, la esencialidad del juicio, en Revista Iberoamericana de evaluación educativa, ISSN 1989-0397, Vol, 1, nº 3, -Memorias del IV Coloquio Iberoamericano sobre Evaluación de la Docencia, México, DF, 29, 30 y 31 de octubre de 2008, págs. 18-28.